# سيد السماوات
سيد السماوات (بالإسبانية: El Señor de los Cielos) مسلسل تيلينوفيلا أمريكي. عرض على قناة تيليموندو في 15 أبريل، 2013. ويحاكي قصة رئيس عصابة خواريز كارتيل السابق أوريليو كاسياس. عرض الموسم الأول في 15 أبريل، 2013، وتكون من 74 حلقة، الموسم الثاني 84 حلقة، والثالث 104 حلقة.

## الحلقات
مقالة مفصلة: قائمة حلقات مسلسل سيد السماوات

### نظرة عامة
| الموسم | الموسم | عدد الحلقات | تاريخ البثّ الأصلي | تاريخ البثّ الأصلي |
| الموسم | الموسم | عدد الحلقات | أول بثّ            | آخر بثّ            |
| ------ | ------ | ----------- | ----------------- | ----------------- |
|        | 1      | 74          | 15 أبريل، 2013    | 5 أغسطس، 2013     |
|        | 2      | 84          | 26 مايو، 2014     | 22 سبتمبر، 2014   |
|        | 3      | 108         | 21 أبريل، 2015    | 21 سبتمبر، 2015   |
|        | 4      | 80          | 28 مارس، 2016     | 18 يوليو، 2016    |

## الممثلين والشخصيات

### شخصيات رئيسية
- رافائيل أمايا بدور أوريلو كاسياس
- خيمينا هيريرا بدور خيمينا ليتران
- روبينسون دياز بدور ميلتون خيمينيز
- راؤول مينديز بدور فيكتور كاسياس
- غابرييل بوراس بدور ماركو ميخيا
- كارمن فيلالوبوس بدور ليونور باليستيروس
- ماوريسيو أوكمان بدور هوزيه ماريا
- فيرناندا كاستيو بدور مونيكا روبليس
- مارلين فافيلا بدور فيكتوريا نافاريز
- كارمن أوب بدور روتيلا كاسياس
- ماريتزا رودريغيز بدور أمبارو روخاس
- سابرينا سييرا بدور إسبيرانزا سالفاتيرا
- فانيسا فييلا بدور إميليانا كونتريراس

## التصنيف
| الموسم | الحلقات | أول عرض        | أول عرض                  | آخر عرض         | آخر عرض                  | معدل المشاهدين (بالمليون) |
| الموسم | الحلقات | تاريخ العرض    | عدد المشاهدين (بالمليون) | تاريخ العرض     | عدد المشاهدين (بالمليون) | معدل المشاهدين (بالمليون) |
| ------ | ------- | -------------- | ------------------------ | --------------- | ------------------------ | ------------------------- |
| 1      | 74      | 15 أبريل، 2013 | 2.3                      | 5 أغسطس، 2013   | غ/م                      | غ/م                       |
| 2      | 84      | 26 مايو، 2014  | 2.7                      | 22 سبتمبر، 2014 | 3.1                      | 3.2                       |
| 3      | 108     | 21 أبريل، 2015 | 2.6                      | 21 سبتمبر، 2015 | 2.9                      | 3.3                       |
| 4      | 80      | 28 مارس، 2016  | 2.4                      | 18 يوليو، 2016  | 2.6                      | غ/م                       |

## أعمال أخرى
في 15 مايو، 2016، أعلنت قناة تيلموندو بأنها تعمل على إنتاج مسلسل مشتق ومستلهم من شخصية ماوريسيو أوكمان "إل تشيما"، في 6 ديسمبر، 2016، بدأ عرض المسلسل.

## وصلات خارجية
- الموقع الرسمي
- سيد السماوات  على فيسبوك.
- سيد السماوات على موقع IMDb (الإنجليزية)
- سيد السماوات على موقع كينوبويسك (الروسية)
- سيد السماوات على موقع قاعدة بيانات الفيلم (الإنجليزية)